# Nadwrażliwość zębiny
Nadwrażliwość zębiny – dolegliwość stomatologiczna objawiająca się bólem zębów pod wpływem  bodźców termicznych (niskiej lub wysokiej temperatury), czynników chemicznych (substancje o kwaśnym pH), bodźców osmotycznych (duże stężenie, np. cukru lub soli w jamie ustnej), urazów mechanicznych (np. używanie zbyt twardej szczoteczki, nadmierny nacisk na zęby w trakcie szczotkowania). Powodem nadwrażliwości odpowiedzialne są odsłonięte kanaliki zębinowe. Zębina w naturalny sposób chroniona jest przez szkliwo i dziąsło. Jeżeli ta naturalna ochrona zostanie uszkodzona, to kanaliki zostają odsłonięte i wystawione na działanie bodźców, które powodują ból. Nadwrażliwość dotyczy najczęściej powierzchni policzkowych w okolicy szyjki zęba przedtrzonowego i kła.
W leczeniu nadwrażliwości zębiny stosuje się fluorkowy żel do nakładania na zęby lub płukankę fluorkową. Profilaktyką jest stowowanie past do zębów o niskiej zawartości składników ściernych.

Przeczytaj ostrzeżenie dotyczące informacji medycznych i pokrewnych zamieszczonych w Wikipedii.